# Ork (videogioco)
Ork è un videogioco a piattaforme e hack 'n slash con enigmi logici da risolvere, pubblicato nel 1991 da Psygnosis.

## Trama
In un futuro prossimo, nell'anno 2563 l'umanità sviluppa un supersoldato geneticamente modificato usando dna di varie specie animale, il progetto Ork. Veniva usato per infiltrarsi in pianeti alieni e preparare la colonizzazione umana, eliminando la resistenza aliena.

## Modalità di gioco
Ork ricorda molto da vicino The Killing Game Show e Leander, altri giochi Psygnosis. Il personaggio ha due mitragliatrici del tipo Vulcan come arma e può utilizzare dei retrorazzi per volare attivando delle piattaforme speciali. Durante il gioco Ork dovrà uscire dai vari livelli cercando la chiave per aprire la porta di uscita. Inoltre tramite inventario si possono attivare armi, energia extra e altre cose utili. In ogni livello si può trovare un computer che ci aiuterà nella missione e inoltre si trova un'opzione con la quale usando un floppy disk vuoto si potrà salvare il gioco per poi riprenderlo in seguito dal punto di ripristino.L'azione si svolge su sei livelli.